# Corona Extra

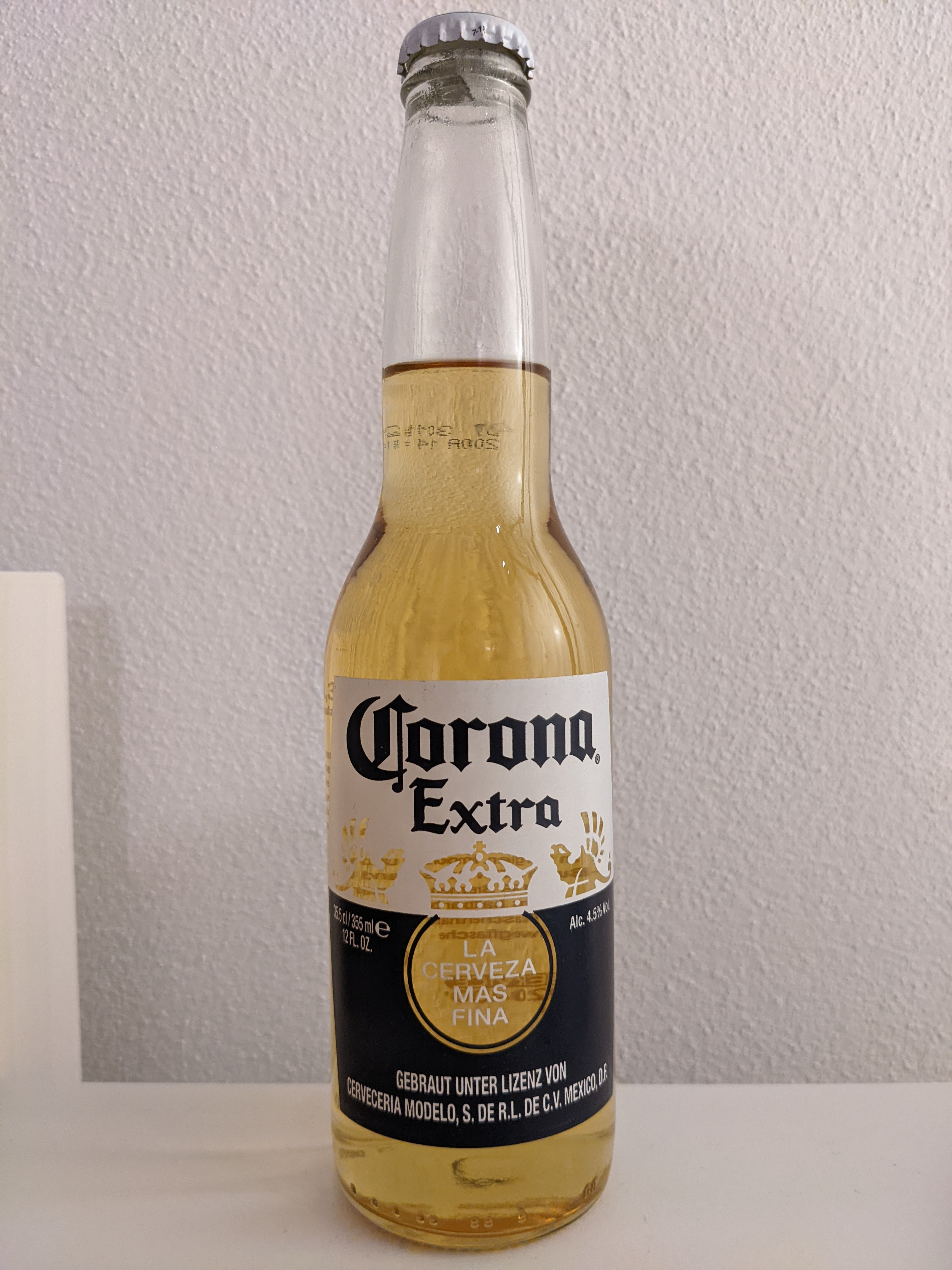

Corona Extra é a marca de cerveja mais popular do México, fundada em 1925 e foi a segunda cerveja a ser produzida pelo Grupo Modelo. Em 2012 a multinacional Belga-brasileira Anheuser-Busch InBev comprou o Grupo Modelo, dona da Cerveja Corona Extra.